# Эмек-Хефер
Эмек-Хефер (ивр. מועצה אזורית עמק חפר‎, моаца эзорит Эмек Хефер) — региональный совет в долине Хефер, расположенной на равнине Шарон в Центральном округе Израиля.
Совет занимает территорию, прилегающую к Хадере на севере, в Нетании на юге, на Средиземное море на Западе и к Тулькарму и зеленой линии на востоке.

## История
В начале 1900-х годов местная акушерка Ольга Ханкин сообщила о плачевном экономическом состоянии семей в этом регионе своему мужу, Иегошуа Ханкину, который курировал покупку земли в еврейском Национальном фонде. В 1927 году Иегошуа Ханкин решил комплекс правовых вопросов, связанных с приобретением земли, и заключил договор на покупку земель в долине Хефер. Единственная трудность заключалась в том, что еврейский Национальный фонд не имел достаточных средств для оплаты для покупки земли.
Председатель ЕНФ Менахем Усышкин отправившись на сбор средств в Канаду, вернулся с 300 000 долларов США и обязательствами, достаточными чтобы довести сумму до миллиона долларов. Это была сумма, необходимая для покупки земель в долине Хефер на протяжении семи лет, в чём ему оказал содействие лидер канадских сионистов Арчибальд Фрейман. На Сионистском Конгрессе, состоявшемся в Цюрихе в 1929 году, Усышкин объявил, что «Эмек-Хефер в еврейских руках».
Группа из 20 молодых членов движений «Виткин» и «Ха-Эмек» поселились в только-что купленной долине. Они переехали в заброшенные здания, и начали осушение болот и подготовку почвы для сельского хозяйства.
В апреле 1933 года они построили свои первые дома в Кфар-Виткин, в самом центре долины. В 1931 году группа из движения Ха-шомер-ха-цаир в Хадере основали поселение Эйн-ха-Хореш и посадили первые цитрусовые плантации.
Компания «Яхин» подготовила плантации для переселенцев из-за рубежа. Ещё одна группа из движения «Ха-Кибуц-ха-Меухад» основала Гиват-Хаим в 1932 году, а организация демобилизованных солдат Еврейской бригады создали поселения Авихаиль.
Учебный центр Руппин был создан в 1949 году.

## Население
По статистическим данным Центрального статистического бюро Израиля население регионального совета на 2024 год составляет 43 501 человек.

## Список населенных пунктов

### Кибуцы
- Бахан
- Гиват-Хаим-Ихуд
- Гиват-Хаим-Меухад
- Маабарот
- Мишмар-ха-Шарон
- Ха-Маапиль
- Ха-Оген
- Эйн-ха-Хореш
- Яд-Хана

### Мошавы
| - Авихаиль - Ахитув - Бейт-Ицхак — Шаар-Хефер - Бейт-ха-Леви - Бейт-Херут - Бейт-Яннай - Беэротаим | - Битан-Аарон - Бургата - Ган-Йошия - Геулей-Тейман - Гиват-Шапира - Кфар-Виткин - Кфар-Йедидья - Кфар-Монаш | - Кфар-ха-Роэ - Кфар-Хаим - Михморет - Олеш - Омец - Хавацелет-ха-Шарон - Хадар-Ам | - Ханиэль - Херев-ле-Эт - Хибат-Цион - Хогла - Эльяшив |

### Общинные поселения
| - Бат-Хен - Бат-Хефер | - Бейт-Хазон - Хофит | - Цукей-Ям - Шошанат-ха-Амаким |

### Молодёжные посёлки
- Мевоот-Ям
- Хадасса-Неурим